# Marsili (famiglia)
I Marsili furono una storica famiglia di Firenze, abitante il sesto di Oltrarno, da non confondere con altre famiglie come i Marsili di Siena o di Bologna.

## Storia familiare

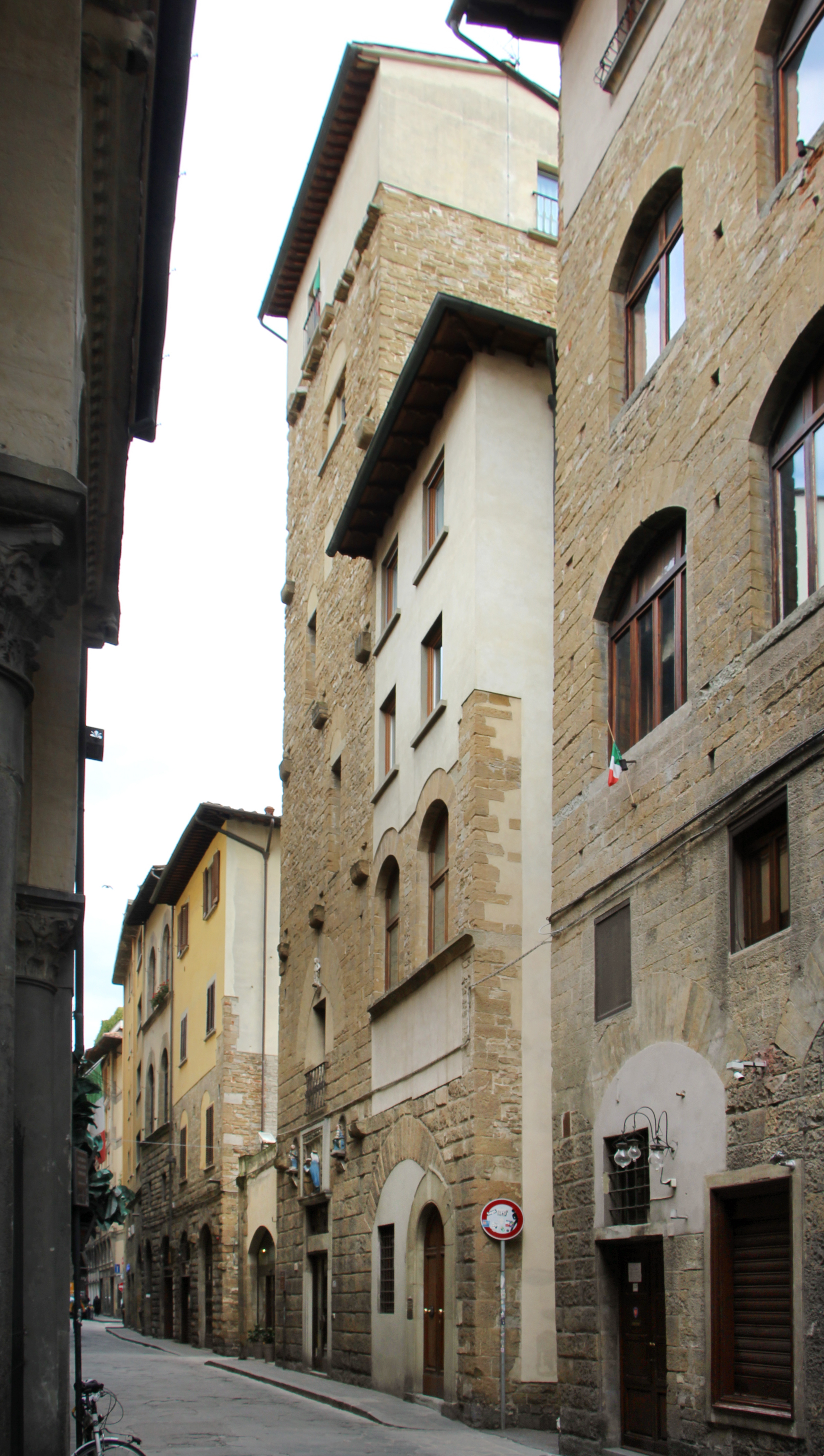
Firenze, la torre dei Marsili

Famiglia tra le più potenti dell'Oltrarno, fu di fede guelfa ed ebbe case e torri nelle parrocchie di San Felice e di San Jacopo Soprarno, la cui memoria oggi è affidata essenzialemente a via dei Marsili e all'assai rimaggiata torre dei Marsili in borgo San Jacopo. 
Cambatterono alla battaglia di Montaperti (1260), subendo le confische e distruzioni dopo la sconfitta, ma si rifecero dopo la battaglia di Benevento (1266), dando poi alla Repubblica 15 priori e un gonfaloniere di Giustizia. Ambrogio Marsili fu un frate domenicano a Santa Maria Novella, morto in odore di santità con l'incarico di vescovo di Rimini. Luigi Marsili fu un monaco agostiniano che radunò a Santo Spirito uno dei primi circoli umanisti, dove si leggevano in lingua originale Cicerone e Platone; fu amico del Petrarca e del Boccaccio.